# Industria petrolera en Azerbaiyán

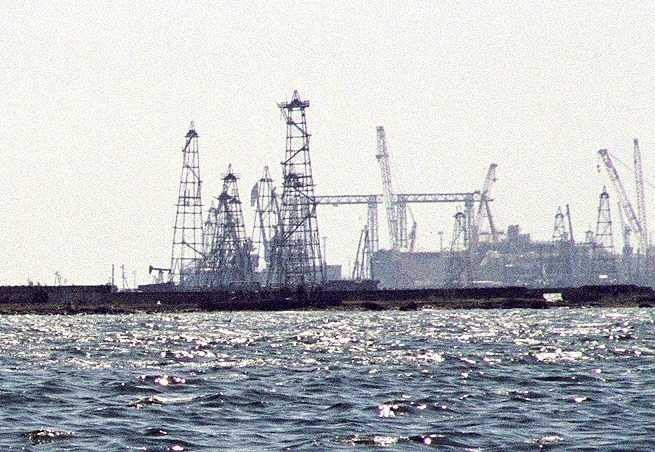
Neft Daşları en el sector azerbaiyano del mar Caspio

La industria petrolera es uno de los sectores claves de la economía en Azerbaiyán. El petróleo se extrae más en las zonas de Absheron, la plataforma del Mar Caspio, Bakú y archipiélago Absheron.

## Historia temprana
Desde los siglos III y IV ya se estuvo utilizando el petróleo en el comercio. En la mayoría de los manuscritos árabes y persas se puede encontrar alguna información sobre el petróleo en la península Absheron. Desde tiempos remotos la población de los territorios del Azerbaiyán actual ya estaban confundidos acerca de la purificación del petróleo.
En el siglo XIII el petróleo se utilizó en la medicina tradicional. En el año 1264, el viajero italiano Marco Polo en el marco de su viaje a través de Bakú a Persia fue testigo de la extracción del petróleo afluente y en su libro señaló los estanques llenos del petróleo. Mencionó asimismo que el petróleo era utilizado para la iluminación de los hogares y el tratamiento de las enfermedades de la piel.
En 1572, el británico Jefri Deket visitó Bakú y en su manuscrito escribió sobre “naft” – el petróleo negro, utilizado  para la iluminación.
En 1639, el viajero y científico alemán Adam Olearius describió en su manuscrito "Oleum Petroleum" el proceso de la extracción del petróleo de los yacimientos cerca de Bakú.

## SigloXIX

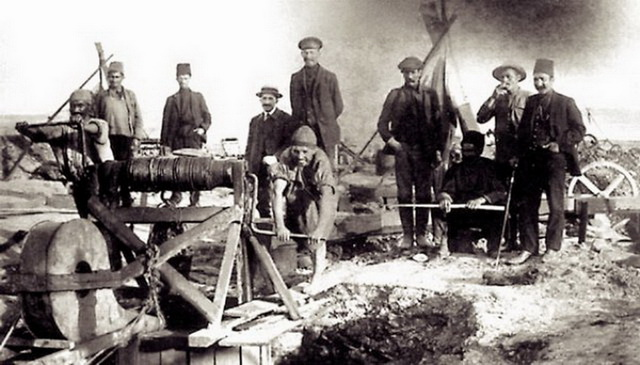
La perforación manual, siglo XIX

Después de la adhesión de Bakú al Imperio ruso en 1806, la industria petrolera azerbaiyana también pasó al control de Rusia.
Para el año 1830 de 116 pozos del petróleo se extraían alrededor de 710-720 barriles del petróleo. En 1844, a propuesta del miembro del Consejo Principal de la Administración del Cáucaso Vasiliy Nikolaevich Semenov, se iniciaron los trabajos de la perforación del pozo en Bibi-Heybat, cerca de Bakú. En 1846 aquí fue perforado el primer pozo de la exploración del petróleo, de 21 m de profundidad. La perforación de dicho pozo finalizó en 1848, y el 14 de julio de 1848 se extrajo el primer barril de petróleo.
En 1857 los industriales soviéticos V.A. Kokorev y P.I.Gubonin establecieron cerca de Bakú, en Surakhani, la refinería. Aquí también fue extraído el gas natural. En 1859, en Surakhani fue construida la fábrica para la generación del material lumínico del aceite (queroseno).

En 1863, por iniciativa del ingeniero Djavad Melikov, en Bakú fue construida la fábrica, en la que por primera vez fueron utilizados los frigoríficos. Pocos años después Melikov también fundó una refinería en Grozni, donde utilizó y desarrolló las técnicas que había adquirido en Bakú.

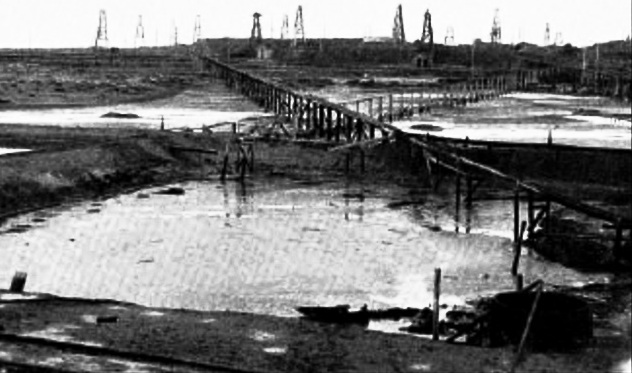
El primer oleoducto Balakhani – la Ciudad Negra

 Ese mismo año por la invitación del petrolero V. A. Kokorev, Dmitri Mendeléyev fue a la refinería en Surakhani y durante algún tiempo trabajó allí como consultor; él promovió las ideas de la refinación continua del petróleo, las reservas  y los tanques del petróleo, buques petroleros, etc.
Después de la eliminación del rescate, las tierras de los campesinos de Bakú se alquilaron a los petroleros y con ello se comenzó la perforación intensiva de los pozos, el número de los que aumentó rápidamente.
Las primeras licitaciones de primeras zonas petroleras en Balakhani, Surakhani y Bibi-Heybat se cumplieron el 31 de diciembre de 1872. De 13 nuevos propietarios de las tierras solo 2 fueron azerbaiyanos, otros – empresarios rusos y armenios. De la cantidad total el 50 % correspondía a los rusos, 44.5 – a los armenios y aproximadamente  5% - a los capitalistas azerbaiyanos.
En 1873 por primera vez fue realizado el transporte del petróleo por buques en las cisternas de Bakú a Astraсán. Un año después por Pyetr Gubonin y Vasiliy Kokorev fue establecida la Sociedad Petrolera de Bakú.
Según el proyecto de Shukhov, en 1878 por encargo de “La Sociedad de los Hermanos Nobel”  fue construido el primer oleoducto de 10 km de longitud desde Balakhani hasta la fábrica de Nobel en la ciudad Negra.

## SigloXX
Al principio del siglo XX en Bakú existían 167 empresas petróleras, de las que 55 pertenecían a los empresarios armenios, 49 - los azerbaiyanos, 21 – los rusos, 17 – los judíos, 6 – los georgianos y 19 – las compañías extranjeras. Las empresas de los azerbaiyanos fueran pequeñas y medianas.
Durante la Segunda Guerra Mundial la extracción del petróleo se aumentó a 11.1 millones de toneladas y gran parte del petróleo del Frente Oriental fue suministrado por Azerbaiyán. En el verano del año 1942, más de 25,000 mujeres o el 33% de todos los trabajadores de las empresas petroleras estaban trabajando 18 horas del día. Tras la Segunda Guerra Mundial la producción del petróleo fue declinado ya que en la industria existía la sobreproducción y la falta de la inversión. Después del restablecimiento de la independencia de Azerbaiyán en 1991, para superar las dificultades ecónomicas, el principal remedio fue la extracción del petróleo y gas .

La ceremonia de la firma del Contrato del siglo

El 20 de septiembre de 1994 fue firmado el “Contrato del Siglo” entre Azerbaiyán y 11 gran compañías petroleras, especializados en la extracción del petróleo, que representaron a 8 países. El acuerdo fue firmado para la cooperación en la extracción del petróleo de los pozos “Azeri”, “Chiraq”, “Guneshli” en el sector azerbaiyano del mar Caspio. Los miembros del contrato son:
- BP (Reino Unido),
- Amoco (EE. UU.),
- Lukoil (Rusia),
- Pennzoil (Devon actual de EE. UU.),
- UNOCAL (EE. UU.),
- Statoil (Noruega),
- McDermott (EE. UU.),
- Ramco (Escocia),
- TPAO (Turquía),
- Delta Nimir (Amerada Hess actual de EE. UU.) y
- SOCAR (Azerbaiyán).

En los macos del contrato del siglo, con la participación de 41 empresas petroleras de 19 países del mundo, fueron firmados 26 acuerdos más.

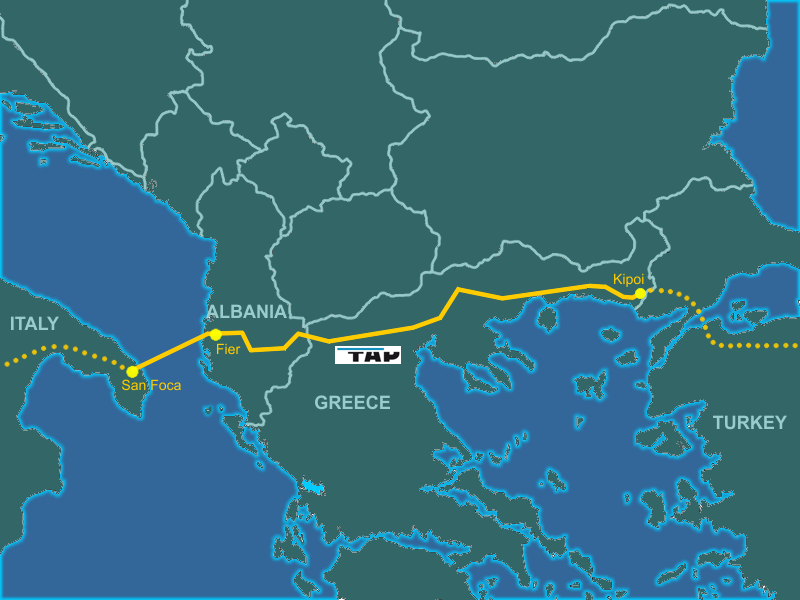
Mapa del proyecto TAP

## SigloXXI
El petróleo de los pozos “Azeri”, “Chirag”, “Guneshli” se transporta al mercado mundial principalmente mediante el oleoducto Bakú-Tiflis-Djeyhan. La construcción del oleoducto fue comenzado el 18 de septiembre de 2002 y acabada en 2005. La longitud del oleoducto es 1768 kilómetros, 443 de los que yacen en Azerbaiyán, 249 - en Georgia y 1076 - en Turquía.El petróleo fue bombeado por primera vez al final de la línea en Bakú el 10 de mayo de 2005 alcanzando Ceyhan el 28 de mayo de 2006. El 4 de julio el primer buque tanque con petróleo de Azerbaiyán transcurrido 1768 kilómetros de distancia desde el terminal Sangachal hasta Djeyhan se desatracó de la orilla de Mediterráneo. La ceremonia oficial de inauguración del oleoducto se cumplió el 13 de julio de 2006 en el puerto Djeyhan, en Turquía con la participación de los presidentes de los tres estados principales del proyecto – Azerbaiyán, Turquía y Georgia. Las accionistas del oleoducto son: BP - 30.1%, SOCAR - 25.00%, Chevron  -  8.90%, StatoilHydro - 8.71%, TPAO - 6.53%, Eni/Agip - 5.00%, Total - 5.0%, Itochu - 3.4%, Inpex - 2.50%, ConocoPhillips - 2.50% y Hess Corporation - 2.36%.
El 19 de abril de 2019 las accionistas de ACG - BP y SOCAR firmaron un nuevo contrato por un valor de $ 6 mil millones en el marco del proyecto del plataforma Azeri Central East (ACE). La construcción comenzarán en 2019 y se prolongarán hasta mediados de 2022. Se espera que el proyecto alcance la primera producción en 2023.
El gasoducto Baku-Tiflis-Erzurum fue se inauguró oficialmente el 25 de marzo de 2007. El gasoducto tiene la longitud de 970 km, 442 de los que se sitúan en Azerbaiyán, 248 – Georgia y 280 km – desde la frontera georgiano-turco hasta Erzurum. Las tuberías suministradas por la compañía japonesa Sumitomo Metal Industries. Las accionistas del proyecto son: BP (25,5%), Statoil (25,5%), SOCAR (10%), Lukoil (10%), NICO (10%), Total (10%) y TPAO (9%). En el territorio de Azerbaiyán el gasoducto pasa unos kilómetros paralelamente al oleoducto Bakú-Tiflis-Djeyhan. El 15 de octubre de 2021 Turquía y Azerbaiyán firmaron de un contrato con para recibir 11 mil millones de m.cub. de gas anuales en los próximos tres años.

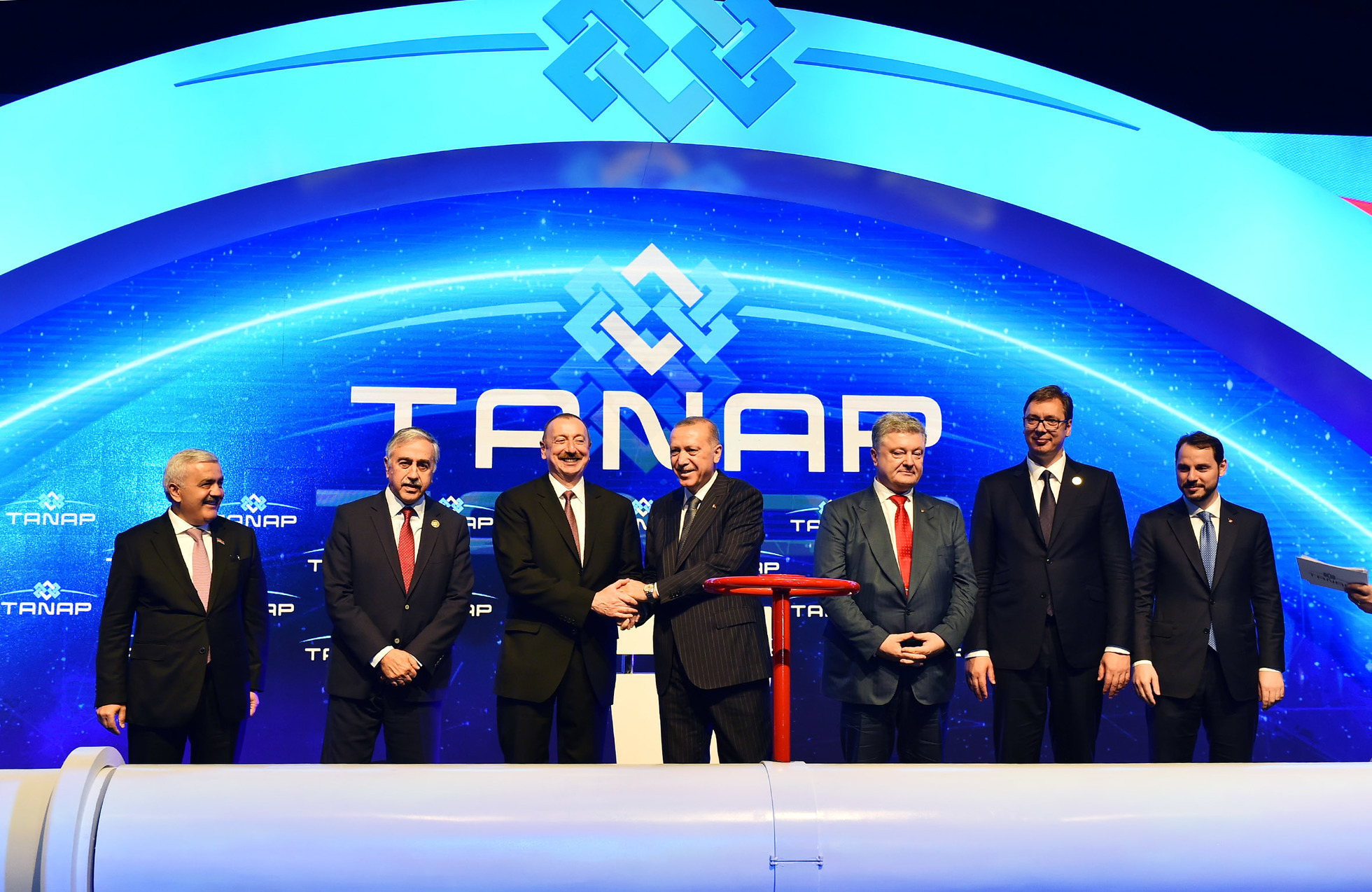
La ceremonia de inauguración del gasoducto, Eskishehir, 12 de junio de 2018

TAP – el gasoducto Trans Adriático es un oducto de 878 km de longitud para la transportación del gas natural del mar Caspio y Oriente Medio a Europa Occidental. Las accionistas del proyecto son: SOCAR (20%), BP (20’%), Snam (20%), Fluxus (19%), Enagás (16%) y Axpo (5%). El proyecto del gasoducto fue declarada en el año 2003; el 28 de junio de 2013, fue anunciado del cierre del competidor principal — el gasoducto Nabucco y que el TAP ha sido un proyecto prioritario. En julio del año 2015 comenzó la primera etapa de los trabajos de la construcción. El 16 de mayo de 2016 se comenzó la construcción del gasoducto. El 20 de mayo de 2020 el primer gas natural en un tramo de 4 km del gasoducto llegó en Albania y el 15 de noviembre el gaseoducto se completó e inició operaciones comerciales.
TANAP - el gasoducto de Gas Natural Transanatoliano es el oducto, que fue proyectado para la transportación del gas natural azerbaiyano a través Turquía a Europa. El proyecto fue anunciado el 17 de noviembre de 2011 en el Tercer Foro Económico y Energético del Mar Negro en Estambul. La ceremonia de colocación de la primera piedra del gasoducto fue realizado el 17 de marzo de 2015 en Kars. Los accionistas del proyecto son: SOCAR (58%), BOTAS (30%) y BP (12%). El 12 de junio de 2018 la ceremonia de inauguración del gasoducto se realizó en Eskishehir, donde participaron los presidentes azerbaiyano y turco, Ilham Aliyev y Recep Tayyip Erdoğan, presidente de SOCAR, el ministro turco de energía y los recursos naturales, y también los jefes de otros estados, como los presidentes de Ucrania y Serbia, el primer ministro de Bulgaria, el director ejecutivo general de BP Robert Dadli, etc. El 30 de noviembre de 2019 en Ipsala, provincia de Edirne, Turquía se celebró la ceremonia de apertura de la parte del proyecto de TANAP, que se conectará con Europa.

## Inversiones extranjeras

Logotipo de la empresa CEPRA (SOCAR)

El 19 de octubre de 2018 se celebró la inauguración de la refinería Star en la costa egea de Turquía, en Aliaga, al norte de la ciudad de Esmirna. La refinería es gestionаda por la Compañía Estatal Petrolífera de la República de Azerbaiyán. La construcción fue adjudicada por CEPRA a un consorcio internacional encabezado por la empresa española Técnicas Reunidas. Valor del contrato - 3.500 millones de dólares (3.048 millones de euros).

## CEPRA
La Compañía Estatal Petrolífera de la República de Azerbaiyán (SOCAR) fue creada con la unión de las empresas energéticas Azerineft y Azneftkimiya según el Decreto de 13 del septiembre de 1992 del Presidente de la República de Azerbaiyán. Actualmente la Compañía tiene las representaciones en Еstambul, Tehеrán, Astaná, Bucarest, Fráncfort, Ginebra, Londres, Viena, Tiflis, Kiev.
Las compañías adicionales de la CEPRA
- 2006 – “SOCAR Energy Georgia” en Georgia[33]
- 2008 - “SA SOCAR Trading” en Suecia
- 2008 - «SOCAR Energy Ukraine» en Ucrania[34]
- 2011 - «SOCAR Petroleum SA Romania» en Rumania[35]

## FEPRA
El Fondo Estatal Petrolífera de la República de Azerbaiyán fue creado por el Decreto de 29 de diciembre de 1999 del Presidente de la República Azerbaiyana. El objetivo principal del Fondo es el ahorro de los recursos recibidos de la realización de los acuerdos petróleros y la gestión eficaz de los ingresos derivados del petróleo.